# 基爾扎奇
56°10′N 38°52′E / 56.167°N 38.867°E
基爾扎奇（俄语：Киржа́ч）是俄羅斯弗拉基米爾州西部的一個城市、基爾扎奇區行政中心，位於基爾扎奇河畔，距弗拉基米爾以西125公里、亞歷山德羅夫以南29公里。2002年人口22,704人。
14世紀建立，1778年設市。